# Securidaca calophylla
Securidaca calophylla är en jungfrulinsväxtart som först beskrevs av Eduard Friedrich Poeppig och Endl., och fick sitt nu gällande namn av Joseph Blake. Securidaca calophylla ingår i släktet Securidaca och familjen jungfrulinsväxter. Inga underarter finns listade i Catalogue of Life.